# La Cadière-et-Cambo
La Cadière-et-Cambo ist eine Gemeinde im französischen Département Gard in der Region Okzitanien. Sie gehört zum Arrondissement Le Vigan und zum gleichnamigen Kanton. Sie grenzt im Nordwesten an Sumène, im Norden an Saint-Roman-de-Codières, im Nordosten an Cros, im Osten an Saint-Hippolyte-du-Fort, im Süden an Montoulieu und im Südwesten an Moulès-et-Baucels.

## Bevölkerungsentwicklung
| Jahr      | 1962 | 1968 | 1975 | 1982 | 1990 | 1999 | 2008 | 2017 |
| --------- | ---- | ---- | ---- | ---- | ---- | ---- | ---- | ---- |
| Einwohner | 153  | 140  | 127  | 151  | 163  | 183  | 199  | 210  |

## Sehenswürdigkeiten
- Kriegerdenkmal
- Kirche Saint-Michel, Monument historique

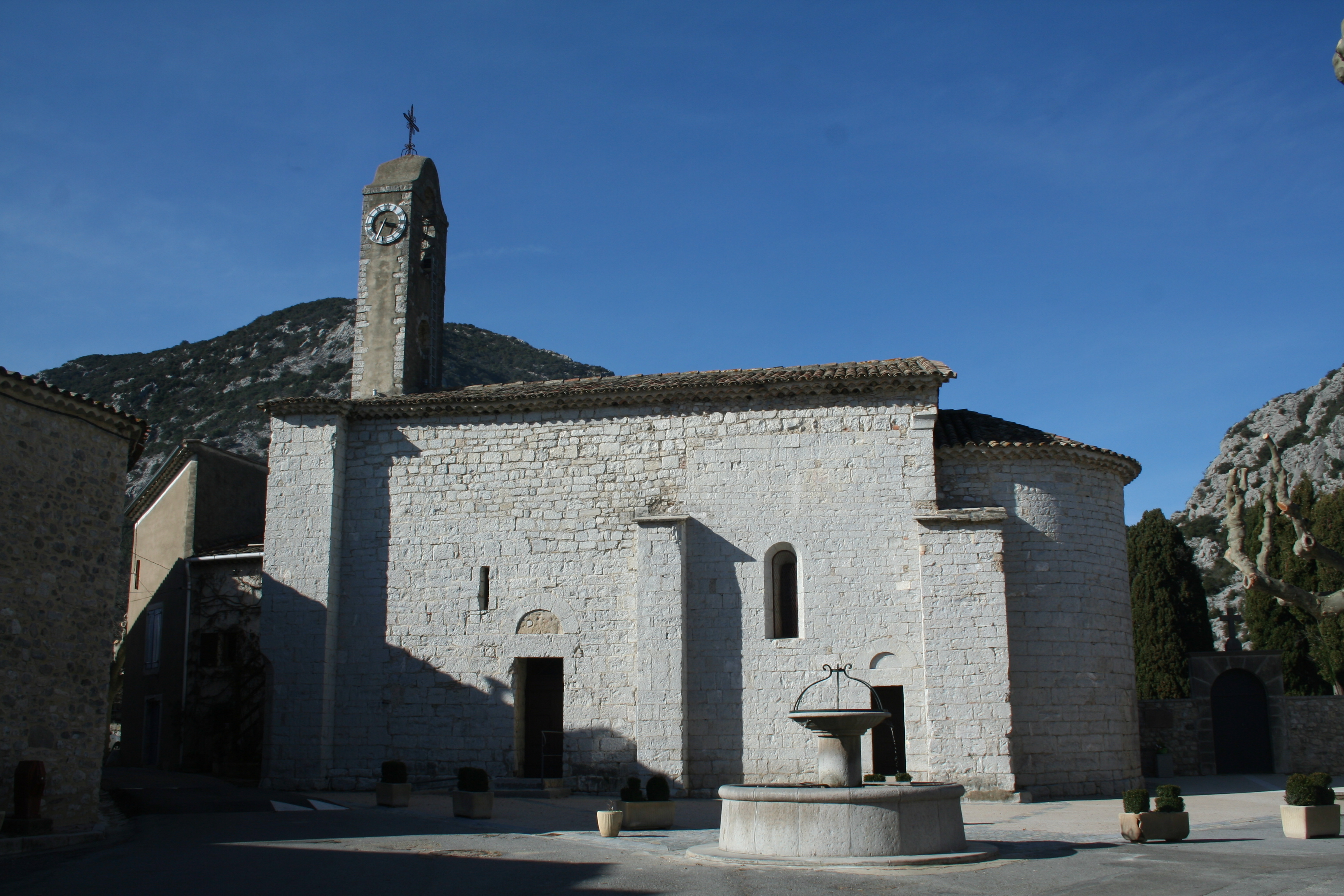
Kirche Saint-Michel, Südfassade